# Pigeon (Michigan)
Pour les articles homonymes, voir Pigeon (homonymie).
Le village de Pigeon est situé dans le comté de Huron, dans l’État du Michigan, aux États-Unis. Sa population s’élevait à 1 208 habitants lors du recensement de 2010, estimée à 1 152 habitants en 2016.

## Source
- (en) Cet article est partiellement ou en totalité issu de l’article de Wikipédia en anglais intitulé « Pigeon, Michigan » (voir la liste des auteurs).